# Palermo-skála
A Palermo-skála (másik nevén Palermo Gyakorlati Becsapódásveszély Skála) egy olyan logaritmikus skála, melynek segítségével a csillagászok felmérhetik a földközeli objektumok becsapódásának valós veszélyét. 
Két adatból számolja ki a veszélyfaktort:
- találati valószínűség
- becsült mozgási energia

A 0 érték jelentése háttérveszély, amely általános rizikófaktort jelent: az objektum által fennálló veszély átlagos mértéke megegyezik a háttérveszéllyel (az esetleges becsapódás dátumáig megjelenő, ugyanakkora vagy nagyobb méretű objektumok általi kockázattal). Egy +2-es besorolás azt jelenti, hogy a veszély 100%-kal nagyobb mint egy véletlen háttérveszély. A -2 értéknél kisebb számok olyan eseményeket jelentenek, melyeknek nincs valószínű következménye, míg a -2 és 0 közé eső objektumok a Palermo-skála szerint gondos figyelmet érdemelnek. A földközeli objektumok által fennálló veszély mérésére hasonló rendszer a Torino-skála, mely a nyilvánosság számára egyszerűbb rendszert alkalmaz a veszély megfogalmazását illetően.
A skála a felfedezett lehetséges becsapódás valószínűséget hasonlítja össze a találkozás időpontjáig előforduló ugyanolyan vagy nagyobb méretű objektumok által fellépő átlagos veszéllyel. A véletlenszerű ütközések átlagos veszélyfaktorát háttérveszélynek nevezzük. A Palermo-skála P értéke definíció szerint a pi becsapódási valószínűségből valamint a háttérvalószínűség és az esemény bekövetkezéséig eltelt (években mért) idő szorzatából képezett hányados 10-es alapú logaritmusa:
{\displaystyle P=\log _{10}{\frac {p_{i}}{f_{B}T}}}
Az éves becsapódási háttérveszély gyakorisága az alábbi módon kerül meghatározásra:
{\displaystyle f_{B}=0,03E^{-0.8}\;}
ahol az E, energiaküszöb megatonnában mérendő.
A NASA által felfedezett (89959) 2002 NT7 volt az első földközeli objektum, mely pozitív, 0,06-os értéket kapott a Palermo-skálán, ezzel jelezve hogy a rizikó nagyobb mint a háttérveszély. Az értéket későbbi mérések alapján lecsökkentették, mivel a mérések szerint az objektum már nem jelent veszélyt a Földre.
2006 szeptemberéig a legmagasabb pozitív háttérveszély értéket a (29075) 1950 DA aszteroida tudhatta magának: 0,17 értékkel. A feltételezett találkozás 2880. március 16-án történne.
2004 decemberében rövid ideig a 99942 Apophis (akkor még csak a 2004 MN4 ideiglenes névvel) kisbolygó 1,10-es értéket kapott a Palermo-skálán (az ütközést 2029-re feltételezték). Ez az 1,10-es érték azt jelenti, hogy a becsapódás esélye 12,6-szor nagyobb, mint egy véletlen háttérveszély: tehát az esély 1 a 472-höz, 1 a 37-hez helyett. Későbbi megfigyelések elvetették a 2029-es becsapódást, de a 2009-es összesített skálaérték −2.97-et jelez, jórészt egy esetleges 2036-os találkozás miatt.

## Lásd még
- Földközeli objektumok
- Torino-skála

## Külső hivatkozások
- A NASA leírása a skáláról: http://neo.jpl.nasa.gov/risk/doc/palermo.html Archiválva 2017. február 8-i dátummal a Wayback Machine-ben
- A NASA listája a jelenleg veszélyes objektumokról: http://neo.jpl.nasa.gov/risk/Archiválva+2013.+május+19-i+dátummal+a+Wayback+Machine-ben
- A NASA listája a veszélyt már nem jelentő objektumokról: http://neo.jpl.nasa.gov/risk/removed.html Archiválva 2015. október 16-i dátummal a Wayback Machine-ben